# Sidon (Mississipi)
Sidon és una població dels Estats Units a l'estat de Mississipi. Segons el cens del 2000 tenia 672 habitants.

## Demografia
Segons el cens del 2000, Sidon tenia 672 habitants, 215 habitatges, i 158 famílies. La densitat de població era de 2.162,2 habitants per km².
Dels 215 habitatges en un 45,1% hi vivien nens de menys de 18 anys, en un 32,6% hi vivien parelles casades, en un 35,3% dones solteres, i en un 26,5% no eren unitats familiars. En el 23,7% dels habitatges hi vivien persones soles el 7% de les quals corresponia a persones de 65 anys o més que vivien soles. El nombre mitjà de persones vivint en cada habitatge era de 3,13 i el nombre mitjà de persones que vivien en cada família era de 3,75.
Per edats la població es repartia de la següent manera: un 41,4% tenia menys de 18 anys, un 11,3% entre 18 i 24, un 28,9% entre 25 i 44, un 11% de 45 a 60 i un 7,4% 65 anys o més.
L'edat mediana era de 23 anys. Per cada 100 dones de 18 o més anys hi havia 68,4 homes.
La renda mediana per habitatge era de 15.435 $ i la renda mediana per família de 14.286 $. Els homes tenien una renda mediana de 28.625 $ mentre que les dones 17.083 $. La renda per capita de la població era de 6.629 $. Entorn del 48,1% de les famílies i el 56,9% de la població estaven per davall del llindar de pobresa.

## Poblacions més properes
El següent diagrama mostra les poblacions més properes.